# Oxyopes reticulatus
Oxyopes reticulatus är en spindelart som beskrevs av Biswas et al. 1996. Oxyopes reticulatus ingår i släktet Oxyopes och familjen lospindlar. Inga underarter finns listade i Catalogue of Life.